# Ђуро Јововић
Ђуро Новаков Јововић је био црногорски политичар и војни човек који је био последњи министар војни Краљевине Црне Горе под владом Анта Гвозденовића, који је био намесник краљевине у време малолетства Његовог Величанства Михаила.

## Биографија
Ђуро Јововић, бригадир, рођен је у Марковини (Чево) 1870. године, у породици Новака Рамова Јововића, барјактара бригаде. Основно школовање завршио је у Никшићу. Војно образовање стекао је у војним школама у Никшићу и Цетињу. По завршетку студија унапређен је у чин потпоручника црногорске војске. Највише времена служио је у Никшићкој бригади, која је била базирана у Никшићу, као командант је водио Требјешки батаљон. Са овог положаја 11. јануара 1904. године постављен је за команданта Никшићког батаљона Никшићке бригаде. Својевремено је био командант града Никшића. Највише је подржавао Десницу од њеног оснивања 1907. године. Током политичких сукоба 1907. године, као присталица Десничарке, учествовао је у затварању опозиционе штампарије „Народне мисли“ у Никшићу. Био је предсједник општине Никшић од 1903. до 1908. године. У августу 1910. године учествовао је у Цетињској манифестацији када је проглашена Краљевина Црна Гора. Члан је одбора за прославу Никшићког проглашења Краљевине Црне Горе. Једно време је водио и Вучедолску бригаду. У периоду прије Балканских ратова, у чину команданта, Никшић је постављен за вршиоца дужности команданта бригаде. Као командант и вршилац дужности команданта Никшићке бригаде, изабран је за судију Судског одељења Трећег одељења, а поново је биран 28. априла 1912. године.

### Балкански ратови
Током Балканских ратова 1912-1913 био је командант Никшићке бригаде пет батаљона Треће дивизије, која је била у саставу Зетског одреда црногорске војске, којим је командовао књаз Данило. Никшићка бригада је дејствовала у правцу Бардањала према Скадру. Истакнут у биткама око Скадра. Због сукоба са кнезом Петријем током опсаде Скадра, одрекао се дужности и борио се као војник без улоге команданта. Никшић је пензионисан као вршилац дужности команданта бригаде 15. маја 1914. године. Служио као дивизијски судија Трећег одељења суда 29. маја 1914. као командант.

### Први светски рат
Учествовао је у Првом светском рату 1914-1916. До војне хаварије у Црној Гори на сектору Херцеговина. Аустроугарске власти интернирају га у логор Карлштајн 1916. године. Из интернације се вратио крајем 1918. године. Био је један од главних организатора Божићног устанка 1919. године на подручју Никшића. После пада побуне, после неколико дана активног учешћа у борби Герилског комитета, емигрирао је у Италију, по једној верзији, преко Албаније, а по другој, преко Херцеговине.

### Борац за независност Црне Горе
Према неким сазнањима, дошао је у Црну Гору и учествовао у герилским акцијама током августа 1919. године. Гаетан је био заменик команданта Команде црногорских трупа од октобра 1919. године. Од средине 1920. године обављао је фактичке дужности команданта као заменик, јер се командант бригадир Раичевић тешко разболео. Гаетан је 29. септембра 1920. године постављен за команданта црногорских трупа. Један је од потписника Резолуције о избјеглицама Црне Горе, упућене Мировној конференцији одржаној у Сан Рему 20. априла 1920. године. Тадашње власти су му спалиле кућу 14. јула 1919. године код Никшића на Мокрој њиви. Његова супруга и ћерка су у то време биле избеглице ван Никшића. Касније је његова супруга Ружа ухапшена и одведена у затвор, где је провела неколико месеци. Након пуштања на слободу, покушај његове жене да се пресели са децом код мужа у Италију је био неуспешан. У списку црногорских официра у Геји Рима од 10. септембра 1919. године налази се на броју 2 у чину бригадира. Године 1919. у Гаетином списку црногорских официра и чиновника, као бригадир број 10, припадао је пешадији. На том списку је и име његовог брата Мила Јововића, потпоручника црногорске војске, такође емигранта из Гаете. Његов син Марко Јововић, као црногорски комита, помиње се као црногорски војник који је емигрирао у Италију и био стациониран у Гаети. Потписник је Декларације 73 црногорска првака Гаете упућене Јовану Пламенцу од 20. априла 1920. за наставак борбе за обнову Црне Горе. У време када је у Италији почело разоружавање и растурање црногорске војске, крајем 1921. године прелази у Рим, где се налазило седиште Владе Црне Горе, а команду над црногорском избегличком војском преузима командант. Крсто Поповић. Поповић за заменика команданта. У влади генерала Анта Гвозденовића (1922–1929), коју је декретом од 23. септембра 1922. формирала краљица Милена, постављен је за министра војног.

### Породица
Из емиграције се вратио 1925. или 1926. године, након што је добио амнестију од власти. Живео је у Никшићу. Преминуо је у Никшићу 10. августа 1929. године. Са супругом Јевтом Милетин, ћерком племенског капетана Николића, подигао је бројну породицу. Имао је два сина: Марка и Мирка и четири ћерке Марију, Љубицу, Зорку и Јелену. Добитник је више домаћих и страних награда.